# 동아디지털미디어센터
동아디지털미디어센터(Donga digital Media Center ; DDMC)는 대한민국 서울특별시 마포구 매봉산로 75 위치한 종합 매스컴과 업무 시설 건물이다. 2011년 착공하여, 2014년 12월 17일에 준공하였다.

## 기본 정보
- 층수 : 지상 19층 ~ 지하 6층
- 엘리베이터 : 승용12대 / 화물5대
- 무료 주차대수 : 100평당 1대
- 주차장 유형 : 자주식
- 화장실 유형 : 외부각층, 남녀분리
- 기준층 계약면적 : 1,471,25평
- 기준층 전용면적 : 319,42평
- 냉난방 유형 : 중앙냉난방
- 24시간 개방 : 모름

## 내부 시설
- B2 ~ B6층 - 주차장
- B1층 - 커피빈, 오랄레, 퀴즈노스서브, 더그리드, 비엔나커피하우스, 구룡포해풍국수, KT애플서비스, KT M&S, 전주밥차, 조여사의 순두부, 랄랄라350
- 1층 - KB국민은행, 비엔나 커피하우스, 싸움의 고수, GS25, 빌리엔젤, 롤링핀
- 2층 - 같은생각치과의원, FLW KOREA. 창고43
- 3층 - 씨에스리, 채널A, SKY어린이집, 아이리포 교육센터
- 4~6층 - 채널A
- 7층 - 채널A, 오디언소리, 아그파코리아
- 8~10층 - KT스카이라이프 본사
- 11~16층 - LG CNS
- 13층 - 퍼니플럭스엔터테이먼트
- 12층 - BizTech i, 행복마루
- 15층 - LG 엔시스
- 17층 - 스튜디오드래곤
- 18층 - HCN, 덱스터스튜디오
- 19층 - 덱스터스튜디오

## 같이 보기
- 동아일보